# Vàm Láng
Vàm Láng là một thị trấn cũ thuộc huyện Gò Công Đông, tỉnh Tiền Giang, Việt Nam. Sau Ngày 1.7.2025 sáp nhập với xã Kiểng Phước và xã Gia Thuận thành xã Gia Thuận mới

## Địa lý
Thị trấn Vàm Láng nằm ở phía đông huyện Gò Công Đông, cạnh cửa sông Soài Rạp. Thị trấn có vị trí địa lý:
- Phía đông giáp Thành phố Hồ Chí Minh với ranh giới là sông Soài Rạp
- Các phía còn lại giáp xã Kiểng Phước.

Thị trấn có diện tích 6,00 km², dân số năm 2010 là 13.921 người, mật độ dân số đạt 2.320 người/km².

## Lịch sử
Sau năm 1975, Vàm Láng là một xã thuộc huyện Gò Công cũ.
Ngày 13 tháng 4 năm 1979, Hội đồng Chính phủ ban hành Quyết định số 155-CP. Theo đó, chia huyện Gò Công thành hai huyện Gò Công Đông và Gò Công Tây, xã Vàm Láng thuộc huyện Gò Công Đông.
Ngày 30 tháng 9 năm 2010, Chính phủ ban hành Nghị quyết 37/NQ-CP. Theo đó:
- Thành lập thị trấn Vàm Láng trên cơ sở điều chỉnh 600 ha diện tích tự nhiên và 13.921 người của xã Vàm Láng
- Điều chỉnh toàn bộ 1.282,76 ha diện tích tự nhiên và 1.205 người còn lại của xã Vàm Láng về xã Kiểng Phước quản lý.

Ngày 10 tháng 7 năm 2020, HĐND tỉnh Tiền Giang ban hành Nghị quyết số 11/NQ-HĐND về việc:
- Sáp nhập khu phố 3 vào khu phố 1.
- Sáp nhập Khu phố 4 vào khu phố 2.

Ngày 1 tháng 7 năm 2025 chính thức sáp nhập vào xã Kiểng Phước và Gia Thuận thành xã Gia Thuận Mới theo nghị quyết sắp xếp tinh gọn bộ máy chính quyền 2 cấp của tbt Tô Lâm

## Hình ảnh

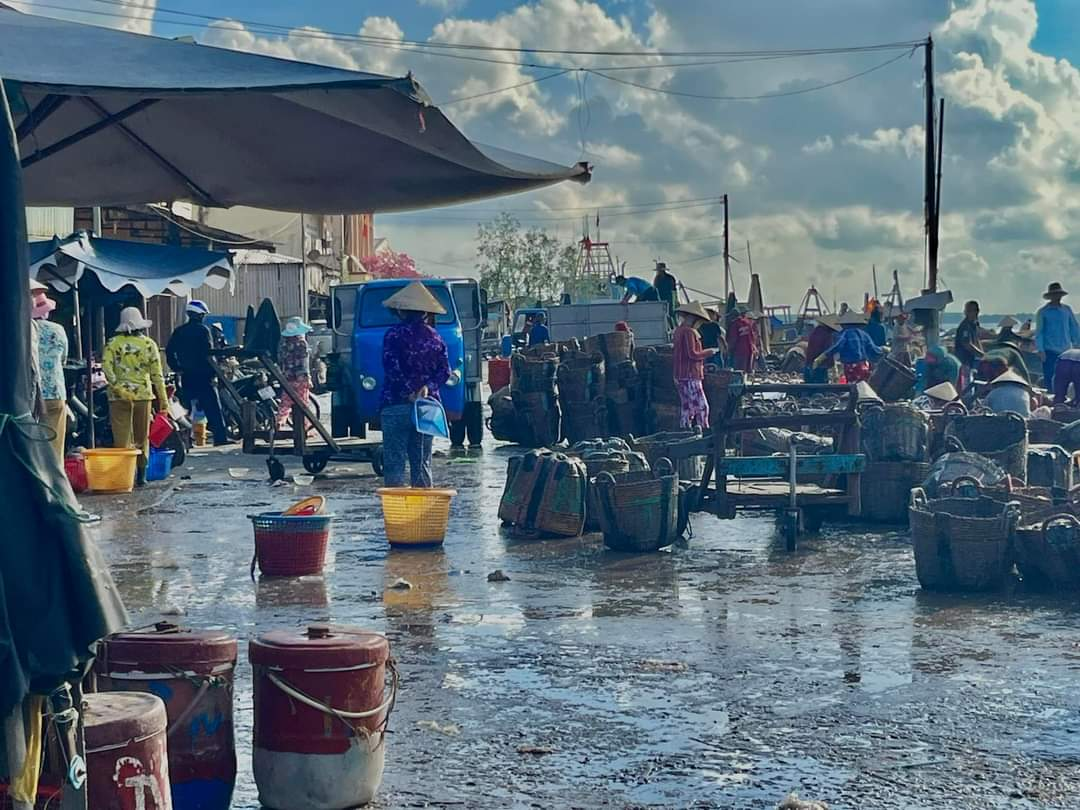
Cảng cá Vàm Láng
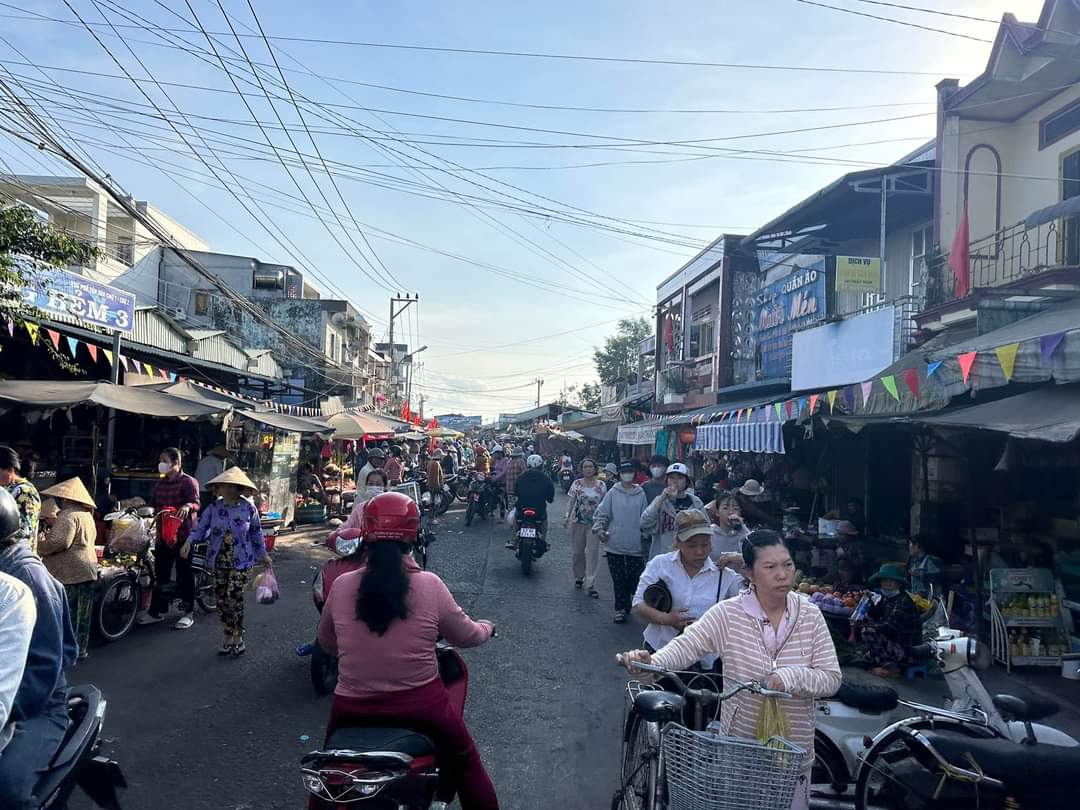
Một góc thị trấn Vàm Láng
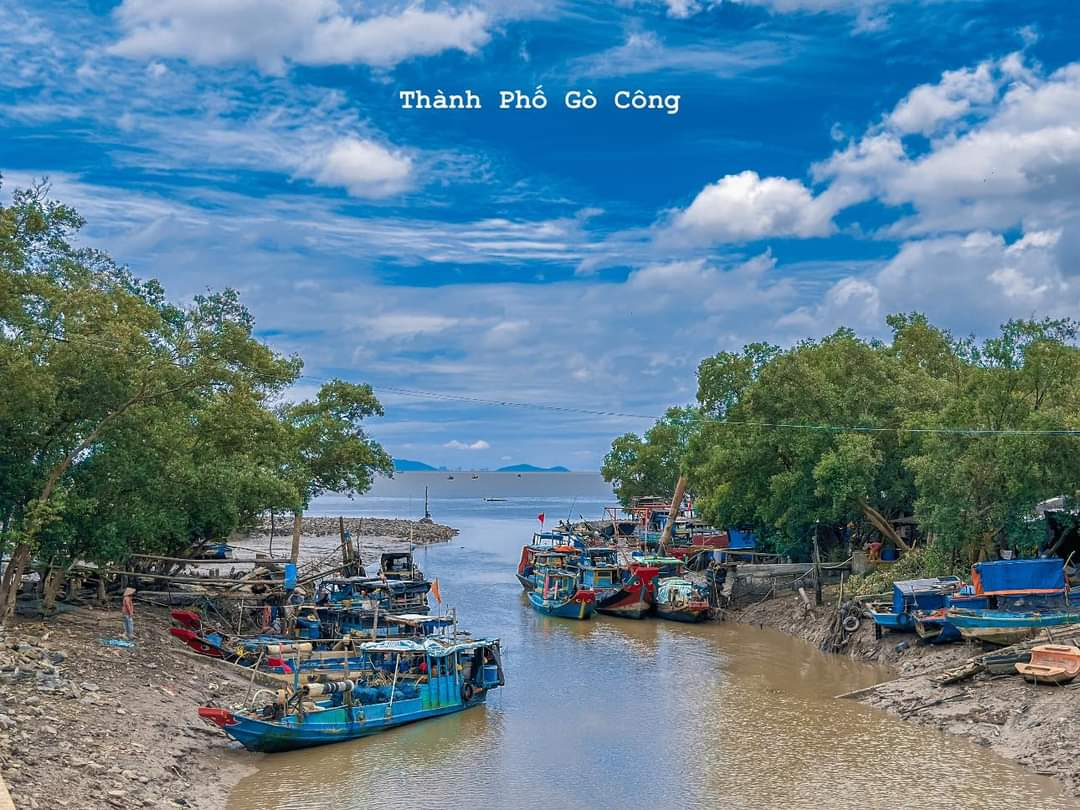
Một góc thị trấn Vàm Láng
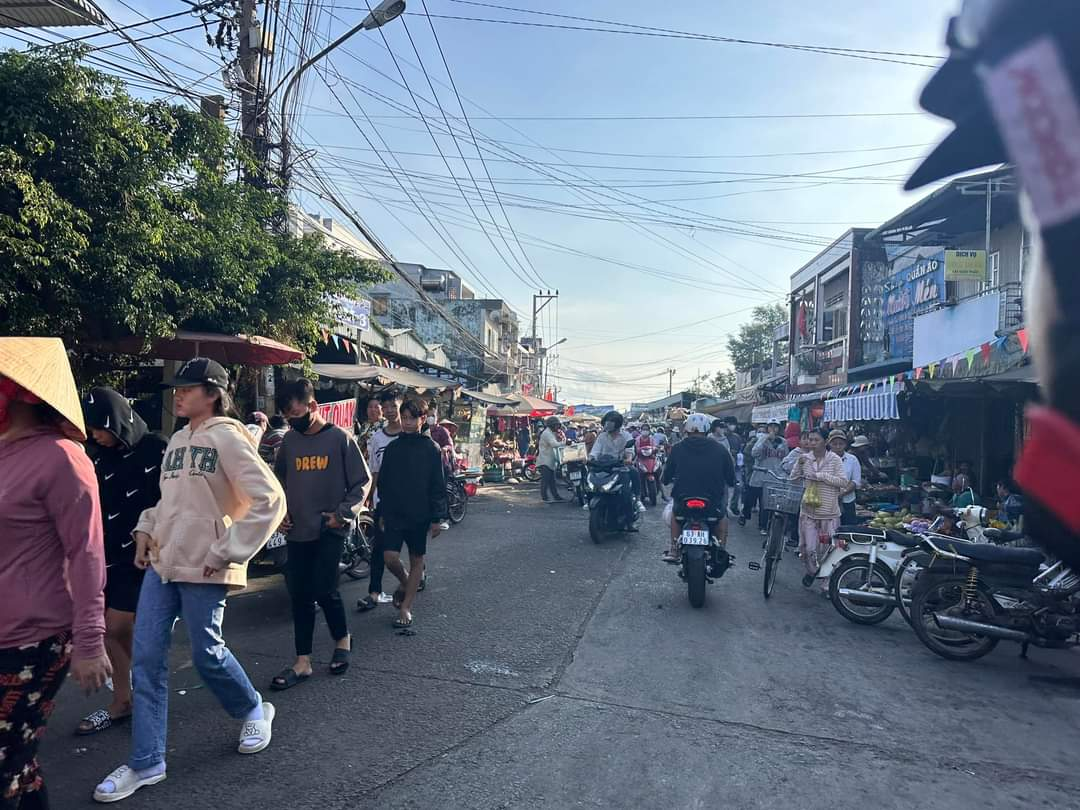
Một góc thị trấn Vàm Láng năm 2024